# Commercializzazione delle medicine tradizionali

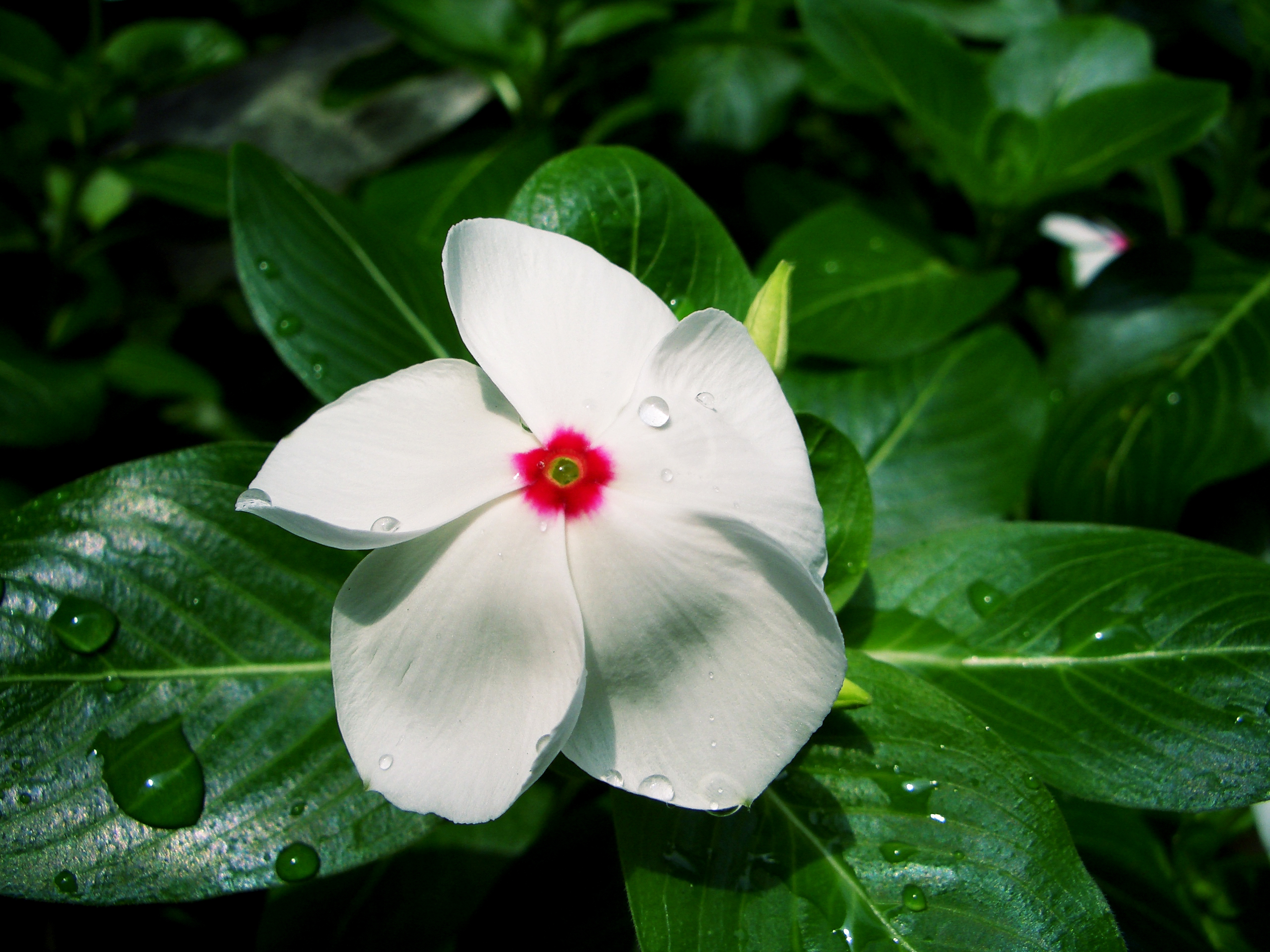
Una pervinca del Madagascar (C. roseus), pianta medica tradizionale malgascia utilizzata per la realizzazione di farmaci contro la leucemia

Il fenomeno della commercializzazione delle medicine tradizionali, ovvero dello sfruttamento commerciale di conoscenze mediche tradizionali dei popoli indigeni delle aree meno sviluppate del mondo, è uno fra i più controversi della storia recente dell'industria farmaceutica. 
Un caso paradigmatico è quello della pervinca del Madagascar. La ricerca biomedica sulla pianta venne intrapresa sulla base del ruolo della pervinca nella medicina tradizionale malgascia, e portò alla scoperta di numerosi principi attivi, fra cui la vincristina, utilizzabile nella cura chemioterapica della leucemia. Un metodo per purificare la vincristina fu inizialmente brevettato ed immesso in commercio dalla casa farmaceutica Eli Lilly, ma non venne riconosciuto alcun diritto legale alle popolazioni che avevano originariamente individuato le proprietà benefiche della pianta.

## Ruolo della ricerca farmaceutica
Nella ricerca farmaceutica, milioni di malati terminali devono essere utilizzati prima che un risultato positivo sia trovato. Il gruppo RAFI (Rural Advancement Foundation International), ricorda che i test randomizzati hanno un successo intorno a 1:10.000, ma se il test è combinato al sapere locale sciamanico la percentuale di successo arriva a 1:2. Un dato meno ottimistico, ma comunque significativo è di 1:5.000 attribuito al NIH.
La conoscenza e l'utilizzo di queste sostanze è stata accumulata in centinaia di migliaia di anni, all'interno di diversi gruppi etnici, per questo i ricercatori farmaceutici ritengono la “conoscenza indigena”, un buon “sito” per cercare nuovi farmaci.

## Casi famosi

### La pervinca del Madagascar
Il caso della pervinca è degli anni 50. La pervinca del Madagascar è stata largamente introdotta in altri paesi tropicali, ben prima della scoperta della vincristina. Ciò significa che i ricercatori possono ottenere una conoscenza indigena locale da una regione, e le piante da un'altra. Le proprietà della pianta nella cultura locale (trattamento del diabete) non furono le stesse proprietà scoperte e commercializzate dalla Eli Lilly (trattamento di leucemie e linfomi). Originariamente lo stimolo alla ricerca sulla pianta fu la cura del diabete, ma il più importante risultato fu invece la cura del cancro.
Il linfoma di Hodgkin è attualmente trattato con la vinblastina, derivato anch'esso della pervinca rosa. Come detto sopra non fu riconosciuto alcun emolumento al Madagascar per la conoscenza indigena della pianta.

### L'albero del Neem

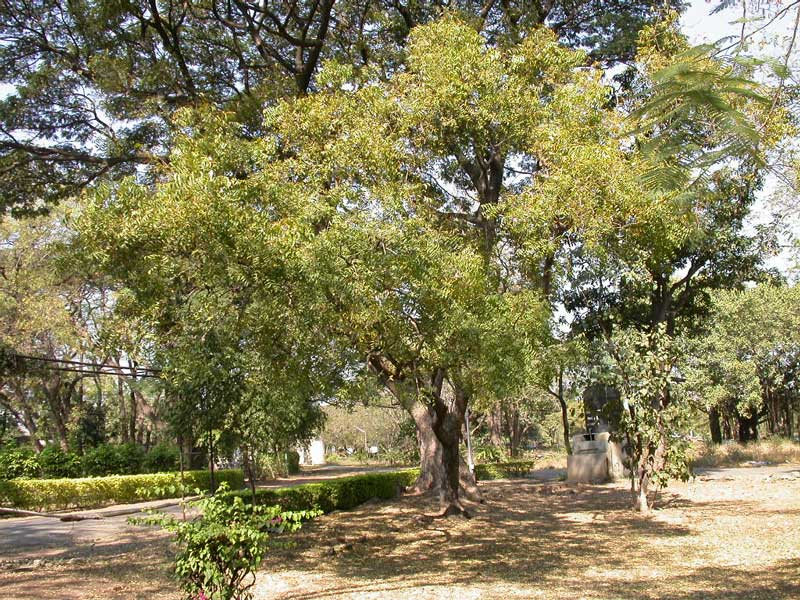
Un albero del Neem

Nel 1995 il dipartimento e ricerca farmaceutica degli USA ricevette un brevetto sulla tecnica di estrarre un agente antifungino dall'albero del Neem (Azadirachta indica) che cresce in India. I nativi indiani da sempre ne conoscono il valore medicinale. Sebbene il brevetto sia stato emesso per una tecnica di estrazione, la stampa indiana lo descrisse come un brevetto sull'albero del Neem stesso. Il risultato fu un diffuso clamore pubblico, che si diffuse in tutto il mondo civilizzato. Seguì un'azione legale del governo indiano contro il brevetto europeo. Più precisamente il 12 settembre 1990 la multinazionale agroalimentare W. R. Grace presentò domanda insieme al governo statunitense all'ufficio brevetti europeo. Il 14 settembre 1994, con il numero 436257e la richiesta principale fu accolta dall'Ufficio europeo dei brevetti (UEB) descrivendolo come: metodo di controllo degli attacchi da funghi sulle piante, che prevede l'applicazione sui funghi di un composto a base d'olio di neem contenente tra 0,1 e 10% di un olio idrofobo estratto dall'albero del neem, sostanzialmente privo di azadiractina, dallo 0,005 al 5% di un tensioattivo emulsionante, e da 0 a 99% di acqua. Nove mesi dopo, nel 1995,  fecero ricorso contro tale brevetto Magda Aelvoet, deputata europea, a quel tempo presidentessa del gruppo dei Verdi al Parlamento europeo (Bruxelles), Vandana Shiva, incaricata dalla Research Foundation for Science, Technology, and natural Resource Policy (Nuova Delhi, India), la Federazione internazionale dei movimenti per l'agricoltura biologica (IFOAM), con sede in Germania. 

Essi fecero riferimento principalmente all'idea che il Neem era ampiamente conosciuto nella medicina ayurvedica per le malattie dermatologiche ed anche nel sapere agricolo tradizionale come antifungino. Per cui ne rivendicarono la proprietà intellettuale del sapere indigeno indiano e ne contestavano il carattere innovativo ed inventivo. L'8 marzo 2005, questo brevetto europeo fu revocato.
È importante notare come la casa farmaceutica interessata nel caso del Neem osservò che la conoscenza indigena tradizionale sulle proprietà del Neem non era mai stata pubblicata su un giornale accademico e che questa conoscenza non appartiene alla prior art (in italiano "stato dell'arte") che essendo di pubblico dominio non è oggetto di brevetto.
In risposta alla materia della biopirateria, come quello esposto, l'India sta traducendo e pubblicando antichi manoscritti contenenti antichi rimedi in forma elettronica. I testi sono stati tradotti dal sanscrito, urdu, persiano, ed arabo e saranno disponibili all'ufficio brevetti in inglese tedesco, francese, giapponese e spagnolo. Il senso è proteggere il patrimonio indiano da parte di compagnie straniere. Centinaia di posture Yoga sono anche segnalate in questa collezione. Il progetto è stato criticato da un portavoce di un'industria farmaceutica come: “una soluzione alla ricerca di un problema”.

### Hoodia

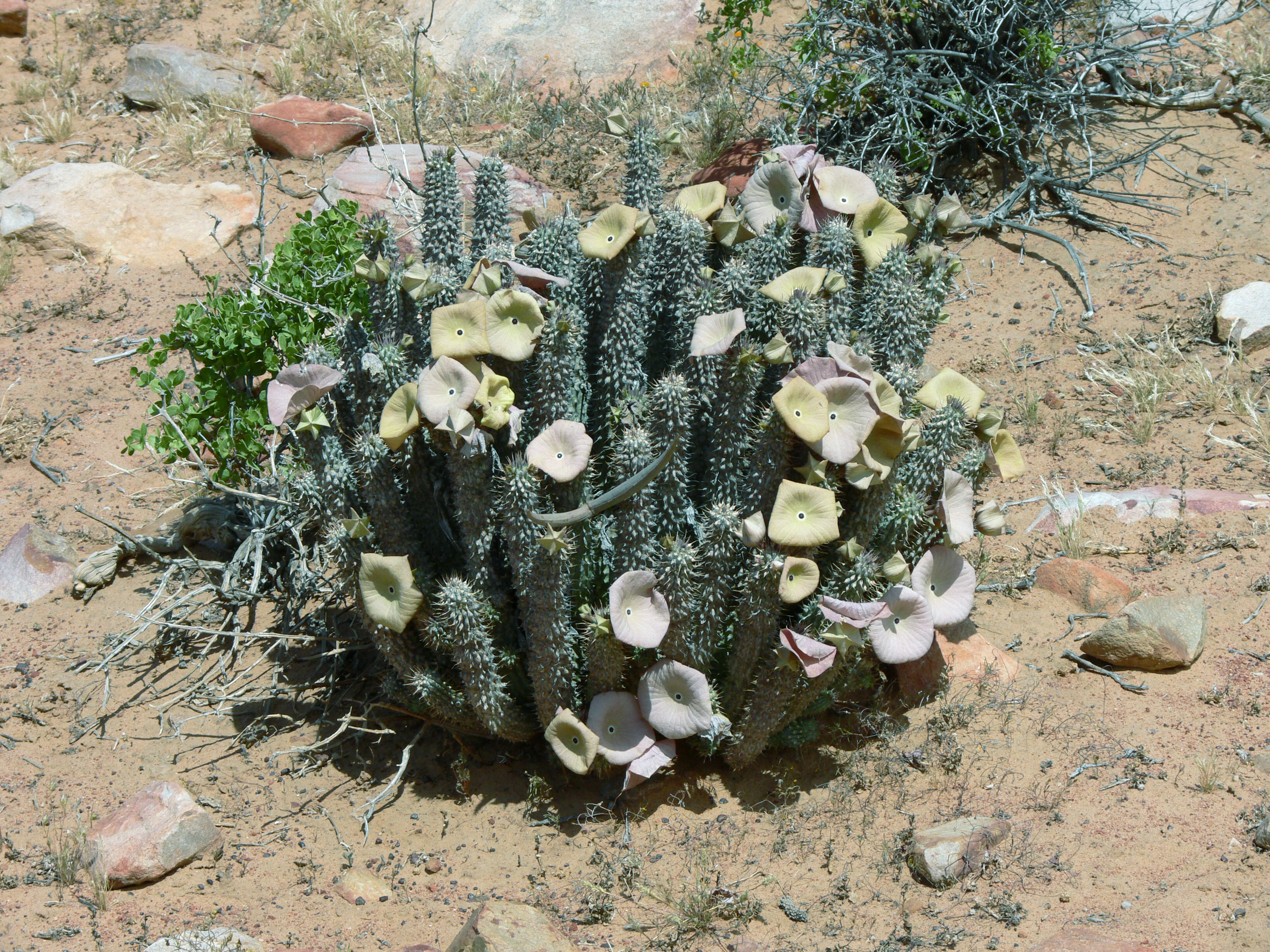
La Hoodia gordonii

I San del Kalahari utilizzano tradizionalmente una pianta del genere Hoodia (la H. gordonii) come soppressore dell'appetito. Si tratta di una pianta simile a un cactus, endemica della zona del Namib, e che non è mai stata addomesticata. Nel 1997, il Consiglio Sudafricano per la Ricerca Scientifica e Industriale (SCIR) ha isolato il principio attivo contenuto nella pianta, noto come P57. I tentativi di sintetizzare il componente sono stati infruttuosi, e nel 2006 la Phytopharm (appartenente al gruppo Unilever) ha annunciato l'imminente immissione sul mercato di un prodotto contro l'obesità realizzato estraendo il P57 dalla H. gordonii.

### Curcuma
La curcuma è una pianta della famiglia dello zenzero utilizzato nella cucina indiana. In medicina è usata per curare ferite e reazioni orticarioidi.
Nel 1995 il centro Medico dell'Università del Mississippi, ottenne il brevetto USA n. 5.401.504, per l'uso della curcuma nelle ferite.
Il CSIR (Consiglio indiano per la Ricerca Scientifica ed Industriale) fece ricorso, sostenendo che la curcuma era usata da migliaia di anni per curare ferite ed orticarie. Portò a sostegno di ciò un documento pubblicato sul Journal of the Indian Medical Association ed un antico testo sanscrito. Il brevetto fu ritirato.

### Kareka, jamun, brinjal
Sono piante che vengono normalmente utilizzate in India per la cura del diabete. La Cromac Research Inc. ha recentemente ottenuto il brevetto per il loro impiego farmaceutico.

### Tabernanthe iboga
La Tabernanthe iboga (o pianta di Iboga) è di una pianta utilizzata per mantenere la veglia tra le popolazioni dell'Africa centrale ed orientale, specialmente durante la caccia. Usato in dosi massicce è un allucinogeno. Sono stati pubblicati numerosi brevetti sulla pianta di Iboga, per l'utilizzo nella disassuefazione da oppiacei e nicotina.

## Aspetti politici e legali
Un errore comune riguarda la falsa idea che le case farmaceutiche possano brevettare una pianta. In realtà brevettare organismi allo stato naturale non è possibile. Possono invece essere emessi brevetti per una sostanza chimica isolata o derivata dalla piante, spesso con una descrizione sull'uso di quella sostanza chimica. Generalmente l'esistenza, struttura e sintesi, di quei composti non è parte della conoscenza medica indigena che porta i ricercatori ad analizzare la pianta per la prima volta. Come risultato, anche se le conoscenze mediche indigene sono prese come prior art, la conoscenza di per sé non rende il principio chimico attivo ovvio, quale è applicato in modo standard dalla legge sui brevetti.
Negli Usa la legge sui brevetti può essere usata per proteggere composti isolati e purificati.
Nel 1873 Louis Pasteur brevettò un fungo non portatore di malattia (patent numero 141072). I brevetti coprenti invenzioni biologiche sono stati trattati in modo simile. Nel 1980 a riferimento del caso Diamond v. Chakrabarty, la Corte suprema emise un brevetto sul batterio che era stato geneticamente modificato per consumare il petrolio, ragionando sul fatto che la legge americana permette i brevetti su “ogni cosa sotto il sole fatta dall'uomo”. Lo United States Patent and Trademark Office (USPTO) ha osservato che un brevetto su un gene copre il gene isolato e purificato, ma non copre il gene come si presenta in natura. 

Altra possibilità negli USA è brevettare una cultivar, una nuova varietà di un organismo esistente. Il brevetto sul fagiolo Enola è un esempio di questo tipo di brevetto. La legge sulla proprietà intellettuale degli USA riconosce inoltre i diritti degli allevatori di piante sotto il Plant Variety Protection Act, 7 U. S.C. §§ 2321-2582.

### Convenzione sulla biodiversità
La Convenzione sulla diversità biologica o CBD, è stata ratificata nel 1993. Essa assicura i diritti per controllare l'accesso alle risorse genetiche per le nazioni in cui queste risorse si trovano. Un obiettivo della convenzione sulla biodiversità è permettere alle nazioni meno progredite di ottenere maggiori benefit dalle loro risorse e dal loro sapere tradizionale.
Sotto le regole dalla Convenzione sulla biodiversità, i bioprospettori devono ottenere un consenso informato per accedere a tali risorse e devono condividere ogni benefit con le nazioni ricche di biodiversità. Alcuni critici ritengono che la Convenzione sulla biodiversità abbia fallito nel fornire regole appropriate a prevenire la biopirateria. Altri affermano che il problema principale è il fallimento dei governi nazionali nell'emettere leggi che applichino le disposizioni della legge sulla biodiversità..
L'accordo del 1994 sugli aspetti commerciali della proprietà intellettuale (Agreement on Trade-Related Aspects of Intellectual Property Rights-TRIPs) ed il trattato internazionale sulle risorse genetiche delle piante per l'alimentazione e l'agricoltura del 2001 (International Treaty on Plant Genetic Resources for Food and Agriculture) sono ulteriori accordi internazionali importanti.

### Brevetto USA ed europeo

#### Legislazione europea
Nella legislazione europea il brevetto:
- deve essere un avanzamento rispetto a quello che è considerato lo stato dell'arte;
- l'invenzione non deve essere ovvia per ognuno che abbia conoscenze riguardo al campo interessato;
- l'invenzione deve avere un'applicazione industriale;
- non è ammesso tutto ciò che è in conflitto con la moralità e l'ordine pubblico;
- non sono ammessi metodi diagnostici, terapeutici e chirurgici che non sono brevettabili.  L'esclusione è stata decisa per mantenere la condivisione della conoscenza per il bene del paziente;
- non sono ammessi processi di clonazione di essere umani;
- non sono ammessi processi per modificare la identità genetica delle cellule riproduttive degli umani;
- non è ammesso l'uso di embrioni per utilizzi commerciali od industriali;
- non sono ammessi processi per modificare l'identità genetica degli animali, che possa loro causare sofferenza senza nessun sostanziale beneficio medico per l'uomo o l'animale.

#### Legislazione USA
La legislazione statunitense è un poco diversa:
- la scoperta di un precedente inventore garantisce comunque i diritti al successivo (negli USA);
- negli Stati Uniti, la legislazione di ciò che è brevettabile è più vasta e flessibile; l'invenzione deve avere una utilità piuttosto che un'applicazione industriale;
- negli USA solo una parte terza, i cui interessi siano danneggiati da un brevetto, può fare causa. Mentre in Europa chiunque può opporsi ad un brevetto;
- negli USA non esistono esclusioni legate ad uso diagnostico e terapeutico o basate sull'etica.[10]